# Loepa katinka
Loepa katinka (Molia împărat aurie) este o specie de molie din familia Saturniidae. Este întâlnită în Asia de Sud-Est și Asia de Sud.